# Kościół Zwiastowania Najświętszej Maryi Panny w Popowie Kościelnym
Kościół Zwiastowania NMP w Popowie Kościelnym - drewniany kościół katolicki pod wezwaniem Zwiastowania NMP, zlokalizowany w Popowie Kościelnym.

## Historia
Obiekt pochodzi z 1629 roku, postawiony w miejscu wcześniejszego kościoła sprzed 1423. Odbudowany po zniszczeniach w 1730 przez plebana Stanisława Łepkowskiego. W 1863 kościół odnowiono i pokryto łupkiem. Na uwagę zasługuje wyposażenie wnętrza (XVII-XVIII w.) oraz szereg kapliczek (z 1926 r.) z figurami wokół kościoła. W samym kościele zachowały się umieszczone na bocznych ścianach XVII-wieczne portrety trumienne, w tym portret fundatora, Stanisława Zagórskiego z Zagorzyc. Interesującą zagadkę stanowi sprawa herbu rodziny - na kartuszu trumiennym Stanisława występuje herb Grzymała. Jednak w górnej części i w antepedium barokowego ołtarza bocznego znajduje się Ostoja, herb rodziny Zagórskich. Jeden z portretów wiszących na prawej bocznej ścianie pochodzi z XVIII wieku i przedstawia osobę duchowną, najprawdopodobniej Stanisława Łepkowskiego.

## Galeria

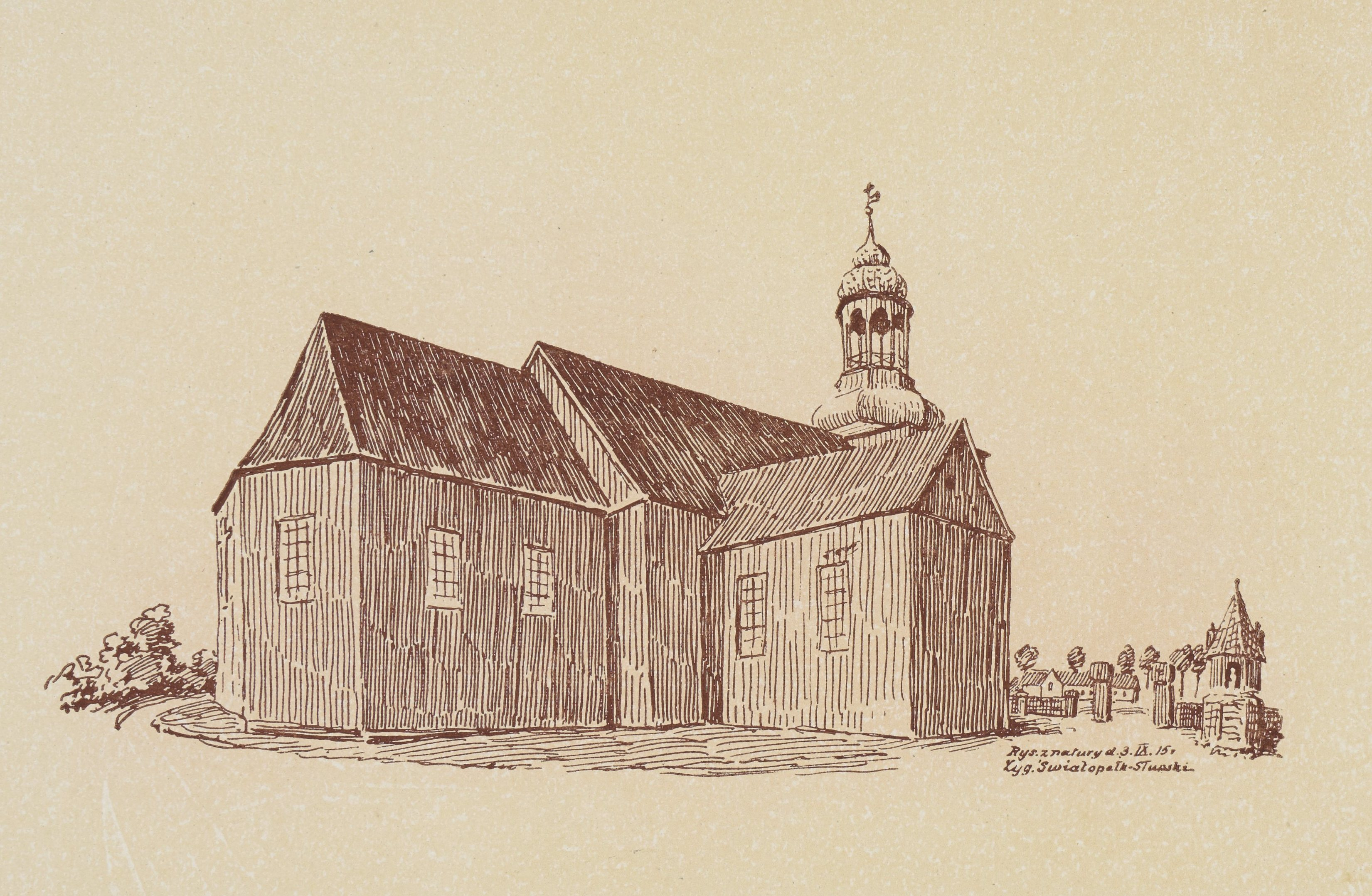
Kościół – 1917 rok